# 58573 Serpieri
58573 Serpieri è un asteroide della fascia principale. Scoperto nel 1997, presenta un'orbita caratterizzata da un semiasse maggiore pari a 2,3581703 UA e da un'eccentricità di 0,2646484, inclinata di 0,95688° rispetto all'eclittica.
È intitolato a Arrigo Serpieri, agronomo e economista italiano.